# Roger Duvoisin
Roger Antoine Duvoisin (* 28. August 1900 in Genf; † Juni 1980) war ein amerikanischer Autor und Illustrator. Er wurde für seine Kinderbücher bekannt.

## Leben
Duvoisin wurde in Genf geboren. Er studierte an der École Nationale Supérieure des Arts Décoratifs in Paris. Nach der Heirat mit Louise Fatio, einer Schweizer Künstlerin zogen beide 1925 nach New York City. Dort beschäftigte er sich mit Stoffdruck für die Modeindustrie. 1929 meldete sein Unternehmen den Bankrott an. Angeregt durch Zeichnungen seines Sohnes begann er mit dem Verfassen von Kinderbüchern. Duvoisin wurde 1938 US-Bürger.
Louise Fatio schrieb und Duvoisin illustrierte 1954 das Bilderbuch Happy Lion. Es folgten 9 weitere Bände dieser Reihe bis 1980. Der glückliche Löwe gewann 1956 den ersten Deutschen Jugendliteraturpreis.
Duvoisin schrieb und illustrierte weiterhin die erfolgreichen Bilderbuchserien über die Gans Petunia und das Nilpferd Veronika.

## Bibliographie
- Happy Lion – in deutscher Sprache: „Der glückliche Löwe“, (ISBN 3-451-70578-8)
- Petunia (ISBN 0-440-41754-6), 2014 nicht mehr in deutscher Sprache
- Petunia, aus dem Englischen übersetzt von Sabine Ludwig, Thienemann-Esslinger 2018 (ISBN 978-3-480-23477-6)